# Górne Maliki (gromada)
Górne Maliki – dawna gromada, czyli najmniejsza jednostka podziału terytorialnego Polskiej Rzeczypospolitej Ludowej w latach 1954–1972.
Gromady, z gromadzkimi radami narodowymi (GRN) jako organami władzy najniższego stopnia na wsi, funkcjonowały od reformy reorganizującej administrację wiejską przeprowadzonej jesienią 1954 do momentu ich zniesienia z dniem 1 stycznia 1973, tym samym wypierając organizację gminną w latach 1954–1972.
Gromadę Górne Maliki z siedzibą GRN w Górnych Malikach utworzono – jako jedną z 8759 gromad na obszarze Polski – w powiecie kościerskim w woj. gdańskim na mocy uchwały nr 18/III/54 WRN w Gdańsku z dnia 5 października 1954. W skład jednostki weszły obszary dotychczasowych gromad Górne Maliki i Pałubin (bez obszaru parcel kat. o Nr Nr 1–6, 22, 23, 38, 39, 40–64, 68–71, 75–77, 78 - część i 79 - część, karta mapy 2 obszaru Czerniki, i bez obszaru parceli Nr 18, karta mapy 4) oraz osady Lipy, Struga i Zomże (obecnie Zomrze) z dotychczasowej gromady Lipy ze zniesionej gminy Stara Kiszewa w tymże powiecie. Dla gromady ustalono 12 członków gromadzkiej rady narodowej.
1 stycznia 1962 gromadę zniesiono, a jej obszar włączono do gromady Stara Kiszewa w tymże powiecie.